# Acadêmicos Jacaré da Serra
Acadêmicos Jacaré da Serra é uma escola de samba de Curitibanos, Santa Catarina.

## História
A escola faz parte da restruturação do Carnaval de Curitibanos, sendo ainda a única da cidade. que conta ainda com outras agremiações, tais como o Tatu do Bem (atual tricampeão) e o Tudo Torto. A entidade chamou a atenção da imprensa local, no entanto, por  ser a primeira escola da região, num estado onde o samba ainda não é muito desenvolvido, havendo a partir de sua fundação, a proposta da criação de uma liga de carnaval para a cidade.
Em 2012, com a saída de Kauê, o presidente Marcelo Andreo Bastos acumulará a função de carnavalesco; assim, a escola abordará em seu carnaval a história da beleza, passando por: Egito, Roma, Veneza, China e Brasil.

## Carnavais
| Ano  | Enredo                                                                      | Carnavalesco          |
| ---- | --------------------------------------------------------------------------- | --------------------- |
| 2009 | Amazônia, Terra Santa                                                       | Sérgio Peixoto        |
| 2010 | O sofrimento negro pede axé... A cultura negra esbanja magia em Curitibanos | Sérgio Peixoto        |
| 2011 | Do fruto da terra aos festejos dos povos da bela Santa Catarina             | Kauê Miron            |
| 2012 | Da morada dos deuses à beleza do nosso carnaval                             | Marcelo Andreo Bastos |